# Rafael Marín (poeta)
Rafael Marín (Madrid, 1955) es un poeta español.
Maestro de profesión, reside en Valladolid desde 1972. En esta ciudad ha desarrollado su actividad literaria, especialmente en el campo de la poesía visual y experimental. Ha sido editor de la Editorial P.O.E.M.A.S., así como de la revista del mismo nombre. 
En 2009 un jurado compuesto por el poeta Eduardo Fraile Valles (presidente), la historiadora Esther López Sobrado y el escritor José Luis Yáñez le concedió el premio de Ensayo Gran Vía-Juan Carlos Estébanez por su obra Libro de citas.
En 2019 fue comisario de una exposición de poesía visual, realizada con los fondos de la Cátedra Miguel Delibes de la Universidad de Valladolid. Se instaló en el Palacio Junco de Palencia entre abril y mayo de 2019.

## Libros publicados

### Poesía
- La tela de araña (Barcelona, 1980)
- Poemass Media (Barcelona, 1984)
- Poemas (Buenos Aires, 1995)
- El diseñador del laberinto (Albacete, 2002)
- Sonetos experimentales (Valladolid, 2005)
- Mirada leída (Poemas Visuales) (Madrid 2015)
- Código de labios (Piediciones 2017)

### Ensayo
- Libro de citas de Marcelo del Campo. Burgos: Editorial Gran Vía, 2010. Ganador del VII Premio «Juan Carlos Estébanez» de ensayo.[1]

## Exposiciones individuales de poesía visual
- Naipes Marcados (1983-84)
- Poemass media (1984)
- En otras palabras (1988)
- Met-Amor-Fosis (1991)
- Mirada Leída (1997)
- Museo de Poesía Visual (1999)
- Antología. Veinte años de Poesía Visual (2004)
- Innssurreccionness Visuales (2016)

## Publicaciones colectivas y antologías
- Poesía Experimental 93 (Barcelona, 1993)
- Poesía Visual Española ante el Nuevo Milenio (Vitoria, 1999)
- Eñe, Poesía Visual en España (Madrid, 1999)
- Aldea Poética II (Madrid, 2000)
- Phayun. Poéticas Visuales (Benicarló-Castellón, 2000)
- Antología consultada de la Poesía Visual en España (Madrid, 2000)
- La imagen de la Palabra (Rute-Córdoba, 2002)
- Antología de Poesía Experimental Española (Madrid, 2004)
- El Quijote (Valladolid, 2005)
- Cinco Miradas (León, 2009)